# میخال بیلک
میخال بیلک (چکی: Michal Bílek؛ زادهٔ ۱۳ آوریل ۱۹۶۵) بازیکن سابق و مربی فوتبال اهل جمهوری چک است.
از باشگاه‌هایی که در آن بازی کرده‌است می‌توان به باشگاه فوتبال ویکتوریا ژیژکوف، باشگاه فوتبال اسپارتا پراگ، باشگاه فوتبال تپلیس، و باشگاه فوتبال رئال بتیس اشاره کرد.
وی همچنین در تیم‌های ملی فوتبال چکسلواکی و جمهوری چک بازی کرده‌است.